# Mexico op de Paralympische Winterspelen 2014
Mexico was een van de landen die deelnam aan de Paralympische Winterspelen 2014 in Sotsji, Rusland.

## Deelnemers en resultaten
(m) = mannen, (v) = vrouwen 

### Alpineskiën
| Paralympiër    | Onderdeel                 | Resultaat | Prestatie      |
| -------------- | ------------------------- | --------- | -------------- |
| Arly Velasquez | Afdaling, zittend (m)     | DNF       | Niet gefinisht |
| Arly Velasquez | Super G, zittend (m)      | 11e       | 1:30.57        |
| Arly Velasquez | Reuzenslalom, zittend (m) | DNF       | Niet gefinisht |